# Mykoła Harasymowycz
Mykoła Harasymowycz – ukraiński działacz społeczny, poseł do Sejmu Krajowego Galicji VI kadencji (1889–1895), c.k. sędzia w Mikołajowie.
Wybrany do Sejmu Krajowego z IV kurii okręgu wyborczego Żydaczów.